# Kuksu-Kult

Verbreitung des Kuksu-Kultes nach Ansicht verschiedener Autoren

Der Kuksu-Kult (auch: Kuksu) war eine Religion in Nord-Kalifornien, welche von den Mitgliedern verschiedener indigener Völker Kaliforniens vor oder während der ersten Kontakte mit europäischen Siedlern praktiziert wurde. Das religiöse Glaubenssystem wurde von verschiedenen Stämmen und Gruppen in Zentral- und Nord-Kalifornien vom Sacramento Valley bis zur Pazifik-Küste aufrechterhalten.
Die Praxis des Kults schloss elaborierte narrative zeremonielle Tänze und spezielle Insignien ein. Die Menschen der Stämme und Gruppen praktizierten Rituale, um Gesundheit, reiche Ernten und Jagden, Fruchtbarkeit und gutes Wetter zu sichern. Die Zeremonien schlossen eine jährliche Trauer-Prozedur, Übergangsriten und das Eingreifen von Geistwesen ein. Eine männliche Geheimgesellschaft traf sich in unterirdischen Tanz-Räumen und tanzte in Verkleidung bei öffentlichen Tänzen.
Kuksu wurde archäologisch durch Funde unterirdischer Tanz-Räume und hölzerner Tanz-Trommeln identifiziert.

## Nördlicher Kuksu-Kult

### Patwin
Die Kultur der Patwin in Nord-Kalifornien übte vergleichsweise strenge und bemerkenswerte Kuksu-Systeme und -Rituale aus.

### Maidu
Die Kultur der Maidu in Nord-Kalifornien übte vergleichsweise strenge und bemerkenswerte Kuksu-Systeme und -Rituale aus.

### Pomo
Von den Pomo wurde Kuksu mit einem Geistwesen personifiziert. Ihre Mythologie und ihre Tanz-Zeremonien wurden – einschließlich des Geistes Kuksu oder Guksu – zwischen 1892 und 1904 bezeugt. Der Name Kuksu (abhängig vom Dialekt auch Guksu) wurde für ein rotschnäbliges übernatürliches Wesen benutzt, welches in einer Schwitzhütte am südlichen Ende der Welt lebte. Das Heilen war seine Aufgabe und Fachgebiet. Die Person, die den Kuksu / Guksu in den Tanz-Zeremonien der Pomo verkörperte war wahrscheinlich oft der Medizinmann, der als solcher präpariert die Kranken aufsuchte. Ein zeremonieller Tanz war nach ihm benannt. Er trat auch bei den meisten Zeremonien kurz auf, um die Krankheiten des Dorfes hinwegzuführen.

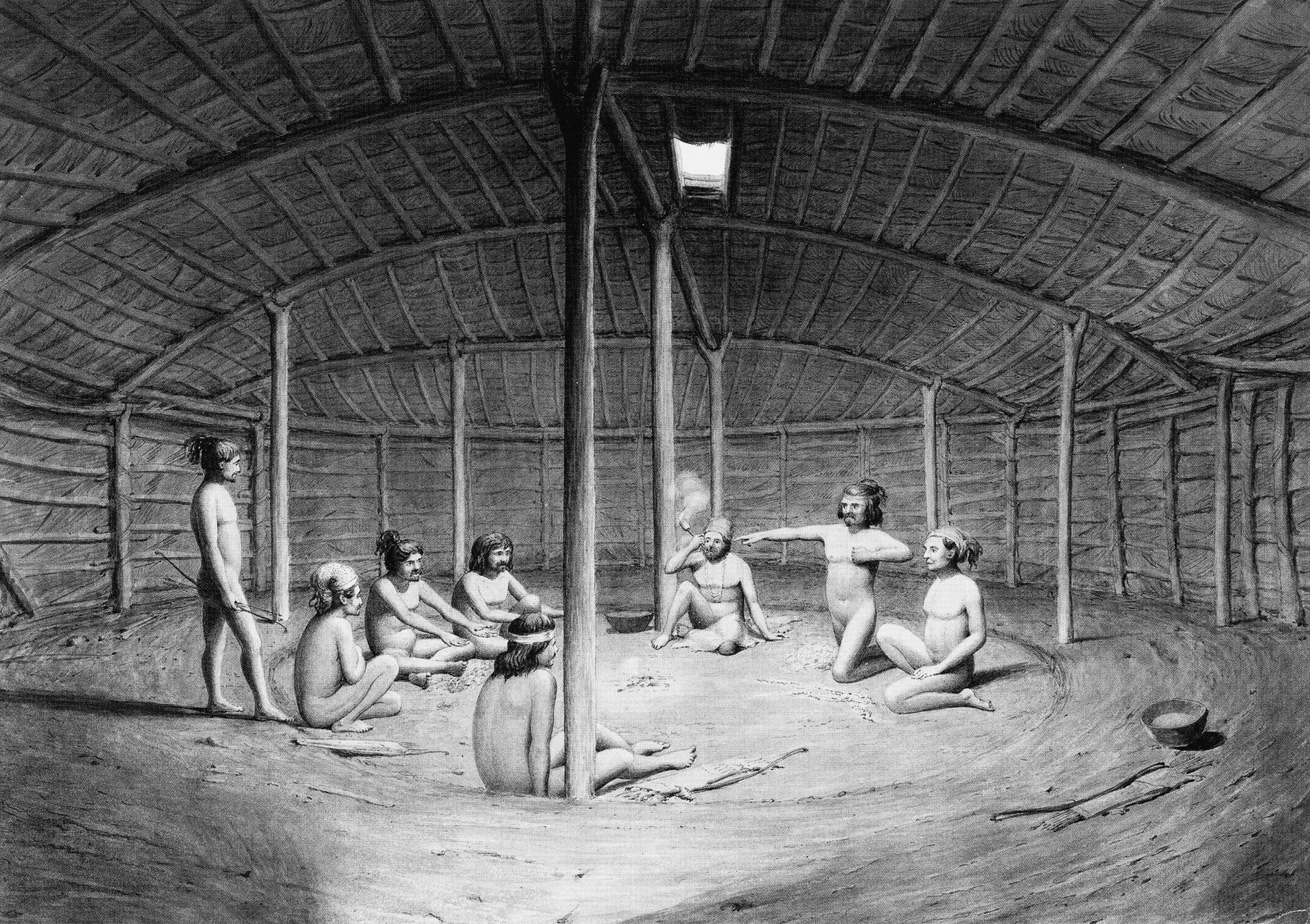

Von allen Männern wurde erwartet, dass sie einer zeremoniellen Gesellschaft beitraten; einige der Tänze waren privat oder Frauen und Mädchen gegenüber geheim. In der Forschung gibt es unterschiedliche Meinungen zur Macht dieser Gesellschaften innerhalb des Stammes: „There was no secret society of importance as there was among the Maidu and presumedly among the neighboring Wintun, and no organized priesthood vested with control over ceremonies. etwa: Es gab keinerlei Geheimgesellschaft von Bedeutung wie bei den Maidu und möglicherweise bei den benachbarten Wintun, auch keine organisierte Priesterschaft, denen die Kontrolle über die Zeremonien übertragen war.“ Dagegen sagte eine Zeuge der Clear Lake Pomo sagte 1925:„The heart of religious activities lay in a secret society called kuhma, akin to that of the Patwin and Maidu and composed chiefly of men, which managed the ritual of the ancient hindil or kuksu religion. etwa: Der Kern der religiösen Aktivitäten oblag einer Geheimgesellschaft, kuhma genannt, verwandt mit denen der Patwin und Maidu und hauptsächlich aus Männern gebildet, welche das Ritual der früheren hindil oder Kuksu Religion anführten.“

## Südlicher Kuksu-Kult
Der Ethnohistoriker Alfred L. Kroeber beobachtete, dass Kuksu zwar existierte, aber mit weniger „spezialisierter Kosmogonie“ in den „südlichen Kuksu Tanzgruppen“ der Muwekma Ohlone, Salinan, Miwok und Esselen und der nördlichsten Yokuts als in den Gruppen im nördlichen Kalifornien und im nördlichen Sacramento Valley.